# Turnaia
Turnaia is een kevergeslacht uit de familie van de boktorren (Cerambycidae). De wetenschappelijke naam van het geslacht werd voor het eerst geldig gepubliceerd in 1993 door Holzschuh.

## Soorten
Turnaia omvat de volgende soorten:
- Turnaia furva Holzschuh, 2006
- Turnaia opaca Holzschuh, 1993